# 耶律阿保机

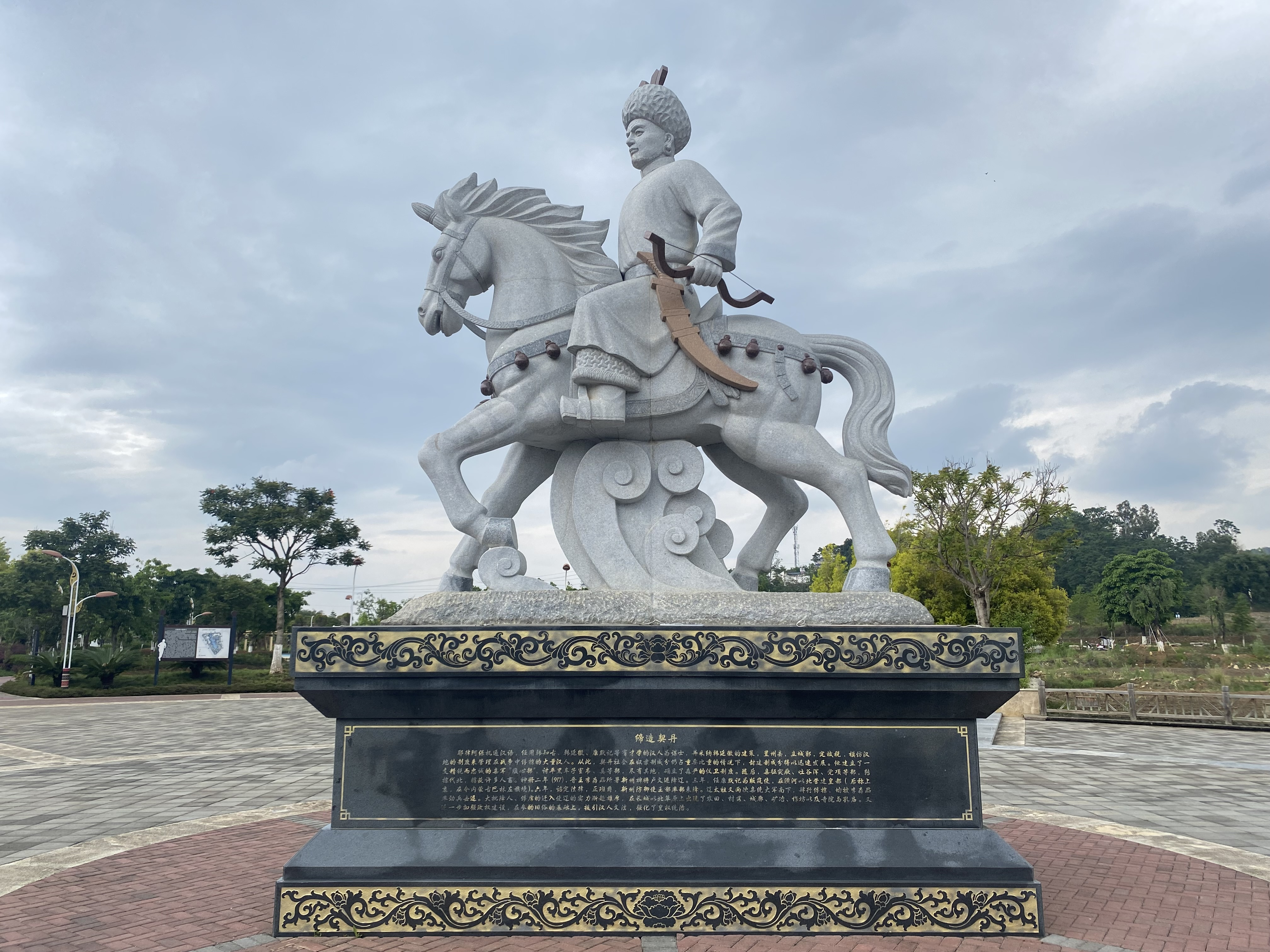
云南省施甸县耶律阿保机像

辽太祖耶律阿保机（872年—926年9月6日），清輯本《旧五代史》改譯安巴堅，汉名亿，是大契丹國的第一位皇帝（916年3月7日－926年9月6日在位），在位10年。
《辽史·后妃传》记载：“太祖慕汉高皇帝，故耶律氏兼称刘氏；以乙室、拔里比萧相国，遂为萧氏”。《辽史·国语解》记载：“耶律和萧两个姓，以汉字书者曰刘、萧，以契丹字书者曰移喇、石抹”。《金史·国语解》记载：“移喇曰刘，石抹曰萧”。故其也称刘亿。

## 生平

### 迭剌部长
耶律阿保机的前辈是契丹迭剌部的酋长和军事首领（夷里堇），为耶律撒剌的的长子，母萧岩母斤。耶律是其氏族名。他本人於唐天復元年（901年）被立为军事首领（夷里堇兼任于越），后被选为酋长，任期9年。他以武力征服契丹附近的地区，掠虏了许多汉人和其他人。为了将这种三年一次的选举制度改为世袭的制度以鞏固統治，采纳汉人的建议，於遼太祖元年正月十三日（907年2月27日）设坛祭天，加封自己为全体契丹人的可汗。立萧氏为皇后。萧辖剌、耶律欧里思率群臣上尊号曰天皇帝，皇后曰地皇后。史載遼太祖初元，韓延徽助其正君臣，定名分。廢除三年一次的選汗制度造成諸弟之亂，後來叛亂被平定。

### 称帝建国
遼太祖九年（915年），耶律阿保机出征室韦得胜回国，但被迫交出汗位，但他在在滦河边建设了一座仿幽州式的汉城。耶律阿保机后伏杀了他的敌人，吞并了契丹的各个部落。神冊元年二月十一日（916年3月17日），耶律阿保机再加尊号曰大圣大明天皇帝，皇后曰应天大明地皇后。大赦，立国号“契丹”，建立“大契丹国”，建年号为神册。此外他还仿效汉字偏旁部首，令人建立自己的契丹大字。
过去学术界对其建国年份存在争议，主要集中在辽太祖元年（即后梁开平元年，907年）、神册元年（916年）两种。《辽史·太祖纪》记载耶律阿保机遼太祖元年（907年）称帝建国，神册元年（916年）建元神册；而《资治通鉴》《契丹國志》等书则谓其於神册元年（916年）建国。经过将近一个世纪的争鸣与讨论，辽史研究者已基本达成共识：阿保机於遼太祖元年（907年）即可汗位，神册元年（916年）方称帝开国。
耶律阿保机建国后继续进攻其周围的民族或政权，先后灭渤海国、消灭室韦和奚，并西征阻卜诸部，招揽躲避五代战乱的汉人发展生产，使契丹国逐渐强盛。天顯元年七月二十七日（926年9月6日），他去世于扶余城，终年55岁。
辽太祖东征西讨，建章立制，为大同元年（947年）辽太宗耶律德光灭晋改国号为“大辽”奠定了基础。
耶律阿保機將其母親、祖母、曾祖母、高祖母家族的姓氏拔里氏、乙室氏賜姓蕭氏。相傳是因為他本人羨慕蕭何輔助劉邦的典故。耶律阿保機的皇后名述律平，其子耶律德光即位後，亦將述律氏賜姓蕭氏。故蕭氏有遼朝后族之稱。阿保機汉名姓刘名亿，長子耶律突欲汉名劉倍。

## 家庭

### 家族
- 七世祖：耶律涅里，唐朝中期契丹迭剌部的領袖。他曾經是可突於的屬下。開元二十三年（735年），耶律涅里弒殺松漠都督府都督李過折，擁立迪輦組裡為阻午可汗。
  - 六世祖：耶律毗牒，唐朝中期契丹迭剌部的領袖，他的父親耶律涅里已經執掌了契丹首領遙輦氏的大權。
    - 五世祖：耶律頦領，唐朝中期契丹迭剌部的領袖，他的祖父耶律涅里、父親耶律毗牒已經執掌了契丹首領遙輦氏的大權。
      - 高祖父：追尊遼肅祖昭烈皇帝耶律耨里思，唐代契丹迭剌部領袖，耶律涅里（一作泥禮、雅里）的曾孫。《遼史·世表》稱他在松漠都督李懷秀部下，遣將只里姑、括里，在潢水大敗范陽節度使安祿山。
        - 曾祖父：追尊遼懿祖莊敬皇帝耶律薩剌德，唐代契丹迭剌部領袖，耶律耨里思的二兒子。多次冒箭矢與室韋交戰。
          - 祖父：追尊遼玄祖簡獻皇帝耶律勻德實，唐代契丹迭剌部領袖，耶律薩剌德的三兒子。率部民農業畜牧，迭剌部開始富裕。
            - 父：追尊遼德祖宣簡皇帝耶律撒剌的，唐代契丹迭剌部領袖，耶律勻德實的四兒子。率迭剌部部民冶鐵。

### 后妃
- 淳欽皇后述律平（述律月里朵，萧氏）
- 宮人蕭氏

### 子
- 長子：東丹國人皇王耶律倍，母不詳（《辽史》记为述律平）。[7]
- 次子：遼太宗孝武惠文皇帝耶律德光，母述律平。
- 三子：章肅皇帝耶律洪古，母述律平。
- 四子：耶律牙里果，母宮人蕭氏。921年，遼太祖攻打後唐，兵敗，耶律牙里果隨軍出征，被李存勖所俘，被安置在太原居住。936年，耶律牙里果歸遼，任惕隱。後為遼世宗免官，不久病死。

### 女
耶律质古（母述律平）

## 影視形象

### 電視劇
| 年份   | 地區 | 作品       | 演員   |
| 2020年 | 中國 | 《狼殿下》 | 左金珠 |

### 纪录片
| 年份   | 地區 | 作品         | 演員   |
| 2012年 | 中國 | 《契丹王朝》 | 钱守清 |

## 評價
- 元朝官修正史《辽史》脱脱等的評價是：“辽之先，出自炎帝，世为审吉国，其可知者盖自奇首云。奇首生都菴山，徙潢河之滨。传至雅里，始立制，置官属，刻木为契，穴地为牢，让阻午而不肯自立。雅里生毗牒。毗牒生颏领。颏领生耨里思，大度寡欲，令不严而人化，是为肃祖。肃祖生萨剌德，尝与黄室韦挑战，矢贯数札，是为懿祖。懿祖生匀德实，始教民稼穑，善畜牧，国以殷富，是为玄祖。玄祖生撒剌的，仁民爱物，始置铁冶，教民鼓铸，是为德祖，即太祖之父也，世为契丹遥辇氏之离堇，执其政柄。德祖之弟述澜，北征于厥、室韦，南略易、定、奚、霫，始兴板筑，置城邑，教民种桑麻，习织组，已有广土众民之志。而太祖受可汗之禅，遂建国。东征西讨，如折枯拉朽。东自海，西至于流沙，北绝大漠，信威万里，历年二百，岂一日之故哉！周公诛管、蔡，人未有能非之者。剌葛、安端之乱，太祖既贷其死而复用之，非人君之度乎？旧史扶馀之变，亦异矣夫！”[8]